# Acido solfenico

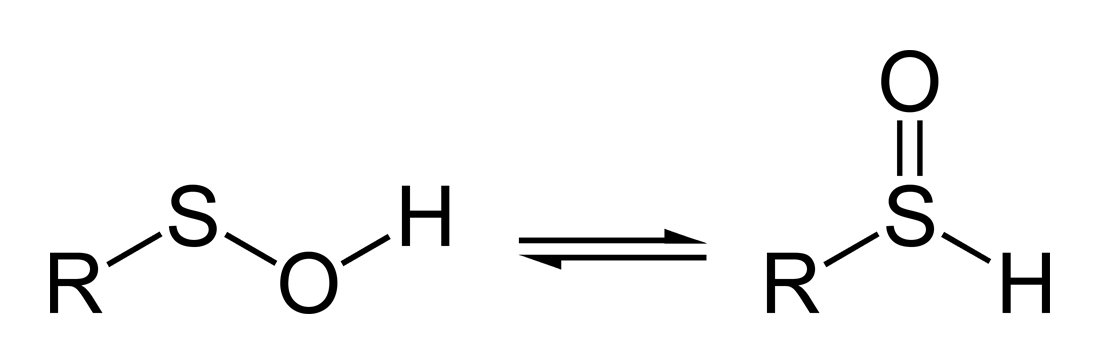
Gli acidi solfenici, che potenzialmente sono in grado di esibire tautomeria, come evidenziato da misure spettroscopiche e studi teorici esistono quasi esclusivamente nella forma strutturale indicata a sinistra.

L'acido solfenico è un acido organico contenente un atomo di zolfo e avente formula generale RSOH. Rappresenta il primo membro di una serie di acidi solforati che includono anche gli acidi solfinici (RSO2H) e gli acidi solfonici (RSO3H).

## Proprietà
Contrariamente agli acidi solfinici e solfonici, gli acidi solfenici semplici, come l'acido metansolfenico (CH3SOH), sono altamente reattivi e non possono essere isolati in soluzione. La struttura dell'acido metansolfenico è stata determinata in fase gassosa attraverso la spettroscopia rotazionale e si è dimostrata essere CH3–S–O–H.
Gli acidi solfenici possono essere stabilizzati dagli effetti sterici, i quali prevengono la reazione di condensazione tra due molecole identiche con formazione di tiosolfinati aventi struttura RS(O)SR. Un esempio di tiosolfinato è costituito dall'allicina presente nell'aglio. La struttura di tali acidi solfenici stabilizzati è stata indagata tramite la cristallografia a raggi X ed è risultata essere R–S–O–H. Per l'acido 1-tripticensolfenico è stato trovato un valore di pKa pari a 12,5 ed energia di dissociazione del legame O-H equivalente a 71,9 ± 0,3 kcal/mol mentre, a titolo di confronto, i perossidi organici isoelettronici possiedono pKa ≥14 ed energia di dissociazione del legame O-H pari a circa 88 kcal/mol.

## Formazione e diffusione in natura
Gli acidi solfenici sono prodotti attraverso la decomposizione enzimatica dell'alliina e dei composti a essa correlati in seguito al danneggiamento dei tessuti dell'aglio, delle cipolle e di altre piante del genere Allium. L'acido 1-propensolfenico, formato quando vengono tagliate le cipolle, viene convertito enzimaticamente in modo rapido formando il tiopropanal-S-ossido che è un agente lacrimogeno. L'acido 2-propensolfenico, che si forma dall'allicina, è invece ritenuto essere responsabile della potente attività antiossidante dell'aglio.
In chimica organica, la conversione di certi solfossidi ad alcheni porta alla formazione di un acido solfenico:
RS(O)CH2CH2R' → RSOH + CH2=CHR'